# The Week (tijdschrift)
The Week is een wekelijks opinieblad met edities in het Verenigd Koninkrijk en de Verenigde Staten. De Britse publicatie verscheen voor het eerst in 1995 en de Amerikaanse in 2001. Van 2008 tot 2012 werd ook een Australische editie uitgegeven. De kindereditie, The Week Junior, verschijnt sinds 2015 in het Verenigd Koninkrijk en sinds 2020 in de Verenigde Staten.

## Inhoud
De inhoud van het tijdschrift bestaat grotendeels uit samenvattingen van nieuwsverhalen en opiniestukken die eerder in de week door andere media werden gepubliceerd. Sommige samenvattingen zijn gebaseerd op artikelen in buitenlandse media die oorspronkelijk in een andere taal dan het Engels zijn gepubliceerd.

## Online publicaties
In september 2007 lanceerde de Amerikaanse editie van het tijdschrift een dagelijkse website. Kort daarna volgde een Britse website. Beide websites weerspiegelen de aanpak van de tijdschriften en publiceren onpartijdige artikelen die een breed scala aan onderwerpen bestrijken. The Week lanceerde in 2017 een podcast, The Week Unwrapped, die bij de Publisher Podcast Awards in 2020 en 2021 werd uitgeroepen tot nieuwspodcast van het jaar.